# William Robert Mann

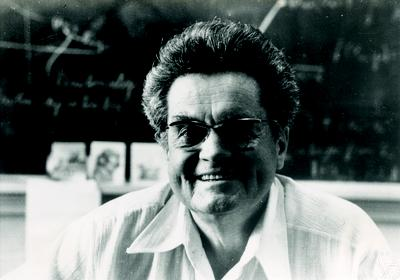
William Mann

William Robert Mann (* 21. September 1920; † 20. Januar 2006) war ein US-amerikanischer Mathematiker, der an der University of North Carolina at Chapel Hill wirkte. Mann arbeitete unter anderem auf dem Gebiet der nichtlinearen Funktionalanalysis. Bekannt wurde sein  Näherungsverfahren  zur Approximation von Fixpunkten, das man heute als  Mann-Iteration bezeichnet. William Robert Mann war ein Schüler des tschechischen Mathematikers František Wolf.

## Publikationen
- Mean value methods in iteration. In: Proceedings of the American Mathematical Society. 44, 1953, S. 506–510 (online).
- mit Angus Ellis Taylor: Advanced Calculus. 3. Auflage. Wiley, New York 1983, ISBN 0-471-02566-6.
- Averaging to improve convergence of iterative processes. In: Functional Analysis Methods in Numerical Analysis. 1977, S. 169–179, DOI:10.1007/BFb0062080.